# Дакан
«Дакан» (фр. Dakan) — французько-гвінейський фільм 1997 року автора сценарію, режисера і актора Мухамеда Камари про конфлікт між гомосексуальністю, сім'єю і суспільством, в якому на одностатеві відносини накладено табу. Це перший західноафриканський художній фільм на гомосексуальну тематику.

## Сюжет
Манга і Сорі — два молодих хлопці, які закохані один в одного. Вони вирішують розповісти про свої стосунки батькам: Манга матері, а Сорі батькові. У результаті батьки забороняють їм зустрічатися. Через деякий час Сорі одружується, і в нього народжується дитина. Мати Манга звертається до чаклунства в надії вилікувати сина від гомосексуальності, але у неї нічого не виходить. І все-таки Манга знайомиться і зустрічається з білою жінкою на ім'я Уму. Хлопці з усіх сил намагаються зміниться і стати «нормальними», але в кінці все одно повертаються один до одного. Мати Манга благословляє їх.

## В ролях
- Мухамед Камара — батько Сорі
- Мамаді Морі Камара
- Сесіль Буа
- Кумба Діакіте
- Каде Сек

## Реакція
Камара почав знімати «Дакан» за фінансової підтримки урядів Франції та Гвінеї, але коли гвінейський уряд виявив, що фільм містить гомосексуальну тематику, фінансування було зупинено. Камара використовував свої власні гроші, щоб закінчити проект і отримав фінансову підтримку від французького телебачення. Зйомкам намагалися перешкодити розгнівані протестувальники.